# Dolomedes okefinokensis
Dolomedes okefinokensis là một loài nhện trong họ Pisauridae.
Loài này thuộc chi Dolomedes. Dolomedes okefinokensis được miêu tả năm 1924 bởi Bishop.